# Sigfrid Lindström

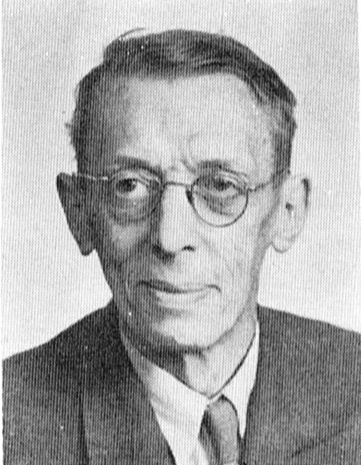
Sigfrid Lindström

Gustaf Hilding Sigfrid Lindström (* 19. April 1892 in Lidhult (Kronobergs län); † 1. Mai 1950 in Lund) war ein schwedischer Schriftsteller, Journalist und Übersetzer.
Er war ein Sohn des Diakons Peter Lindström und studierte bis 1918 Anglistik an der Universität Lund. Anschließend war er u. a. von 1920 bis 1925 bei der schwedischen Zeitung Lunds Dagblad beschäftigt, danach aber ziemlich krank. Er verfasste in gewählter Sprache Lyrik, Miniaturen und Märchen im Stil Andersens. Sein Werk ist grotesk-phantastisch, illusionslos-skeptisch und mit bitterer Ironie durchsetzt, in der Perspektive aber nicht selten komisch. Daneben übersetzte Lindström u. a. D. H. Lawrence und Albert Camus ins Schwedische.

## Auszeichnungen
- 1948: Großer Preis des Samfundet De Nio

## Werke
- Sagor och meditationer, 1922
- De besegrade, Gedicht, 1927
- Leksaksballonger, Novellen, 1931
- Vindsröjning, Novellen, 1939
- Ramsor, 1944
- Sagor på vers och prosa, 1948